# Movin' On (serie televisiva)
Movin' On  è una serie televisiva statunitense in 45 episodi trasmessi per la prima volta nel corso di 2 stagioni dal 1974 al 1976.
È una serie drammatica a sfondo avventuroso on the road incentrata sulle vicende di due camionisti, Sonny Pruitt e Will Chandler, a cui si aggiungono, nella seconda stagione, Benjy e Moose.

## Trama
La serie si basa sulle vicissitudini a cui vanno incontro due amici camionisti in viaggio per le strade statunitensi negli anni settanta. La coppia è formata dal burbero ma col cuore tenero Sonny Pruitt, orgoglioso proprietario del suo camion acquistato dopo una vita di sacrifici e duro lavoro e dal suo compagno di viaggio Will Chandler, un ex avvocato che alla vita da ufficio ha preferito godersi la libertà delle strade americane e il fumo dei sigari. I due, seppur agli estremi, si completano a vicenda riuscendo, di volta in volta, a districarsi in casi molto complicati. Che si tratti di una frode assicurativa, uno scandalo ad un rodeo piuttosto che una truffa al casinò riescono sempre a trovare il modo migliore per cavarsela.

## Personaggi e interpreti

### Personaggi principali
- Sonny Pruitt (45 episodi, 1974-1976), interpretato da Claude Akins.
- Will Chandler (45 episodi, 1974-1976), interpretato da Frank Converse.

### Personaggi secondari
- Benjy (6 episodi, 1975-1976), interpretato da Roosevelt Grier.
- Daniel Boonley (6 episodi, 1975-1976), interpretato da Ned Austin.
- Moose (5 episodi, 1975-1976), interpretato da Art Metrano.
- Dinah (2 episodi, 1974), interpretata da Sheree North.
- Felton (2 episodi, 1974), interpretato da John Vernon.
- Paul Lorimer (2 episodi, 1974-1975), interpretato da Gary Merrill.
- Bob Powers (2 episodi, 1975), interpretato da Paul Carr.
- Murphy (2 episodi, 1974-1975), interpretato da Scott Brady.
- Slim (2 episodi, 1974), interpretato da Will Hutchins.
- Momo (2 episodi, 1976), interpretato da Cliff Osmond.
- Julie (2 episodi, 1974), interpretata da Jamie Smith-Jackson.
- Mike (2 episodi, 1975), interpretato da Jeff Conaway.
- Jack Wentworth (2 episodi, 1974), interpretato da Woodrow Parfrey.
- Jerry Malone (2 episodi, 1974), interpretato da Jerell O. Malone.
- Tenente Comandante Shaw (2 episodi, 1974-1975), interpretato da Paul Mantee.
- Bruto (2 episodi, 1974-1975), interpretato da Gene Tracy.

## Produzione
La serie, ideata da Philip D'Antoni e Barry Weitz, fu prodotta da D'Antoni/Weitz Productions e girata in varie località statunitensi, tra cui Charlotte in Carolina del Nord, Las Vegas nel Nevada e Mobile, in Alabama. Le musiche furono composte da Earle Hagen, George Romanis, Nelson Riddle e Don Ellis. Il tema musicale è cantato da Merle Haggard.

### Registi
Tra i registi sono accreditati:
- Michael O'Herlihy in 4 episodi (1974-1975)
- Lawrence Dobkin in 4 episodi (1975-1976)
- Paul Stanley in 3 episodi (1974)
- Leo Penn in 3 episodi (1975-1976)
- Allen Reisner in 3 episodi (1975-1976)
- Charles S. Dubin in 2 episodi (1974)
- John Peyser in 2 episodi (1974)
- Jack Priestley in 2 episodi (1975-1976)
- Corey Allen in 2 episodi (1975)
- Georg Fenady in 2 episodi (1975)
- Seymour Robbie in 2 episodi (1975)
- Jack Arnold in 2 episodi (1976)
- Bob Kelljan in 2 episodi (1976)

### Sceneggiatori
Tra gli sceneggiatori sono accreditati:
- Phillip D'Antoni in 45 episodi (1974-1976)
- Barry J. Weitz in 45 episodi (1974-1976)
- Jimmy Sangster in 10 episodi (1975-1976)
- George Kirgo in 5 episodi (1974-1975)
- Ken Kolb in 3 episodi (1974-1975)
- Eugene Price in 3 episodi (1974-1975)
- Stephen Kandel in 2 episodi (1974-1975)
- Stanley Z. Cherry in 2 episodi (1975-1976)
- Gwen Bagni in 2 episodi (1975)
- Paul Dubov in 2 episodi (1975)
- David P. Harmon in 2 episodi (1975)

## Distribuzione
La serie fu trasmessa negli Stati Uniti dal 12 settembre 1974 al 14 settembre 1976  sulla rete televisiva NBC. In Italia è stata trasmessa in prima tv sul Network privato Euro TV successivamente su Canale 5 e Italia 1 con il titolo Movin' On.
Alcune delle uscite internazionali sono state:
- negli Stati Uniti il 12 settembre 1974 (Movin' On)
- in Belgio il 27 maggio 1975
- nei Paesi Bassi il 23 giugno 1975
- in Francia il 29 settembre 1976 (L'aventure est au bout de la route)
- in Germania Ovest il 12 giugno 1978 (Abenteuer der Landstraße)
- in Spagna (En ruta)
- in Finlandia (Rekkakuskit)
- in Italia (Movin' On)

## Episodi
| Stagione         | Episodi    | Prima TV USA | Prima TV Italia |
| ---------------- | ---------- | ------------ | --------------- |
| Prima stagione   | Pilot + 22 | 1974-1975    |                 |
| Seconda stagione | 22         | 1975-1976    |                 |